# 4-й открытый набор космонавтов Роскосмоса
4-й открытый набор космонавтов Роскосмоса — набор космонавтов в единый отряд космонавтов Роскосмоса, производившийся Государственной корпорацией по космической деятельности «Роскосмос» и Центром подготовки космонавтов имени Ю. А. Гагарина в 2023—2024 годах на конкурсной основе. Это был четвёртый открытый набор кандидатов в отряд космонавтов (1-й открытый набор состоялся в 2012 году, второй — в 2017—2018 годах, третий — в 2019—2021 годах).
В ходе набора было отобрано четыре кандидата в космонавты.

## История набора
10 июля 2023 года Госкорпорацией «Роскосмос» и Центром подготовки космонавтов имени Ю. А. Гагарина было объявлено о начале четвёртого открытого набора в единый отряд космонавтов Роскосмоса. По условиям конкурса, в нём могли участвовать любые граждане России в возрасте до 35 лет. Срок подачи заявок от претендентов был определён 30 октября 2023 года. 20 октября 2023 года, в соответствии с приказом Госкорпорации «Роскосмос» № 396, срок приёма документов для участия в отборе из-за большого количества поступающих обращений, был продлён до 20 декабря 2023 года.
В ходе четвёртого набора ЦПК имени Ю. А. Гагарина провёл пилотный проект отбора претендентов в отряд космонавтов от российского региона. В течение 2023 года в Нижнем Новгороде, при поддержке губернатора Новгородской области Андрея Никитина, были проведены профориентационные мероприятия с участием космонавтов-испытателей Олега Артемьева и Антона Шкаплерова, а также сотрудников центра подготовки космонавтов. Общий охват встреч составил более 700 человек, в результате от Новгородской области 11 человек подали заявки в конкурсную комиссию.
Всего в приёмную комиссию ЦПК поступило 1394 обращения (по телефону, электронной почте и в письменном виде) от военнослужащих и гражданских претендентов в отряд космонавтов. Комиссия ЦПК получила 296 пакетов документов от претендентов, из которых: 72 принадлежало военнослужащим, 51 — сотрудникам предприятий ракетно-космической отрасли, 80 — женщинам. В процессе прохождения испытаний, включающих в себя профотбор, проверку физической подготовки, медицинское и психологическое обследование, на очный этап отбора в конце декабря 2023 года были приглашены 41 человек (33 мужчины, 8 женщин).
27 мая 2024 года Межведомственная комиссия по итогам четвёртого открытого отбора в отряд космонавтов Роскосмоса приняла решение рекомендовать Центру подготовки космонавтов имени Ю. А. Гагарина назначить четырёх конкурсантов на должности кандидатов в космонавты-испытатели: Анастасию Бурчуладзе, Эльчина Вахидова, Владимира Ворожко и Александра Жеребцова, которые вскоре приступят к двухлетней общекосмической подготовке.
Анастасия Бурчуладзе в школьные годы занималась планерным спортом, окончила МАИ, является инженера-конструктора отдела двигательных установок НПО имени Лавочкина.
27 мая 2024 года Межведомственная комиссия по итогам четвертого открытого отбора в отряд космонавтов Роскосмоса приняла решение рекомендовать Центру подготовки космонавтов имени Ю. А. Гагарина назначить четырех конкурсантов на должности кандидатов в космонавты-испытатели: инженера-конструктора НПО имени Лавочкина Анастасию Бурчуладзе, военного моряка Эльчина Вахидова, военных лётчиков Владимира Ворожко и Александра Жеребцова. 2 сентября 2024 года кандидаты в космонавты приступили к двухлетней общекосмической подготовке.

## Список космонавтов 4-го открытого набора Роскосмоса
| Список космонавтов 4-го открытого набора Роскосмоса | Список космонавтов 4-го открытого набора Роскосмоса | Список космонавтов 4-го открытого набора Роскосмоса | Список космонавтов 4-го открытого набора Роскосмоса | Список космонавтов 4-го открытого набора Роскосмоса | Список космонавтов 4-го открытого набора Роскосмоса | Список космонавтов 4-го открытого набора Роскосмоса | Список космонавтов 4-го открытого набора Роскосмоса |
| №                                                   | ФИО                                                 | Дата рождения                                       | Порядковый номер                                    | Место работы до поступления в отряд, специальность  | Подготовка к полётам                                | Статус или дата выхода из отряда                    |                                                     |
| --------------------------------------------------- | --------------------------------------------------- | --------------------------------------------------- | --------------------------------------------------- | --------------------------------------------------- | --------------------------------------------------- | --------------------------------------------------- | --------------------------------------------------- |
| 1                                                   | Бурчуладзе Анастасия Георгиевна                     | 13 мая 1996 года                                    |                                                     | НПО имени Лавочкина, инженер-конструктор            | проходит общекосмическую подготовку                 | кандидат в космонавты                               |                                                     |
| 2                                                   | Вахидов Эльчин Анвер оглы                           | 17 апреля 1993 года                                 |                                                     | Военно-морской флот РФ, военпред                    | проходит общекосмическую подготовку                 | кандидат в космонавты                               |                                                     |
| 3                                                   | Ворожко Владимир Николаевич                         | 14 сентября 1997 года                               |                                                     | Военно-воздушные силы РФ, лётчик                    | проходит общекосмическую подготовку                 | кандидат в космонавты                               |                                                     |
| 4                                                   | Жеребцов Александр Николаевич                       | 8 ноября 1990 года                                  |                                                     | Военно-воздушные силы РФ, лётчик                    | проходит общекосмическую подготовку                 | кандидат в космонавты                               |                                                     |